# Christine Jean
Christine Jean (Nantes, 1957) es una bióloga y activista medioambiental francesa.  La prensa francesa la apodó "Madame Loire" por sus esfuerzos en relación con el río Loira (Loire en francés).
Fue galardonada con el Premio Medioambiental Goldman en 1992 por sus esfuerzos para preservar el río Loira, el río más largo de Francia, de la construcción de represas.

## Educación
Christine Jean se formó en agronomía en la École nationale supérieure d'agronomie et des industries alimentaires y tiene una maestría en ecología en el dominio de la hidrología de la Universidad Paul Verlaine – Metz.

## SOS Loira Vivante
Christine Jean coordinó una campaña nacional para evitar la construcción de represas en el río Loira. Esto fue muy importante ya que el Loira es uno de los últimos ríos salvajes con gran riqueza ecológica en Europa. El proyecto de la represa fue apoyado por partes de la industria de la construcción que querían obtener ganancias. Las represas estaban destinadas a enfriar cuatro reactores que se suponía que se construirían a lo largo del río. Jean, con la ayuda del Fondo Mundial para la Naturaleza, unió varias pequeñas iniciativas a lo largo del río Loira a una organización nacional llamada SOS Loire Vivante. Con la financiación de WWF Francia, WWF Alemania y WWF Internacional, inauguraron un programa para educar al público, involucrar a los medios, patrocinar conferencias, organizar manifestaciones y, en última instancia, presentar una demanda legal contra el consorcio de construcción de represas. Después de una larga y sostenida campaña de oposición, lograron una victoria cuando el gobierno francés anunció que descartaría la construcción de la represa de Serre de la Fare y en su lugar adoptaría un programa alternativo de gestión del río. El programa alternativo incluía controles más estrictos sobre la urbanización en áreas de riesgo de inundación.

## Honores
- Premio Ambiental Goldman en 1992.[5]
- Nombrado como uno de los héroes del planeta por Time en 1999.[6]